# Егиндыагаш
Егиндыагаш (каз. Егіндіағаш, до 1993 г. — Восточное) — аул в Айыртауском районе Северо-Казахстанской области Казахстана. Входит в состав Сырымбетского сельского округа. Код КАТО — 593249300.

## Население
В 1999 году население села составляло 297 человек (161 мужчина и 136 женщин). По данным переписи 2009 года, в селе проживало 196 человек (106 мужчин и 90 женщин).